# Я номер чотири
«Я номер чотири» (англ. I Am Number Four) — фантастичний пригодницький бойовик режисера Д. Дж. Карузо, заснований на однойменному романі Джеймса Фрея і Джобі Г'юза, що пишуть під псевдонімом Піттакус Лор. Світова прем'єра — 17 лютого 2011.

## Сюжет
Фільм починається з убивства одного з дев'яти прибульців, які були відправлені на Землю з планети Лоріан, підкореної космічними загарбниками — могадоріанцями. Як тільки один гине, в іншого прибульця з цієї ж планети з'являється мітка — опік на нозі. У головного героя фільму з'являється третя за рахунком мітка, а це означає, що він — наступний. Він повідомляє про це своєму опікуну Генрі. Вони удвох замітають сліди та змінюють місце проживання, щоб втекти від переслідування могадоріанців.
На новому місці проживання, в маленькому містечку в штаті Огайо, у головного героя нова історія та нове ім'я — Джон Сміт. Він знайомиться з дівчиною Сарою, яка дивиться на світ через об'єктив фотоапарата, і сходиться з «ботаніком» Семом, дружба з яким йому «не принесе зростання рейтингу популярності». Через деякий час у Джона починають проявлятися надприродні здібності: телекінез, прискорена реакція, сила та спритність, а ближче до кінця фільму він дізнається про те, що може заряджати своєю енергією інших зі своєї групи. Однак могадоріанці знаходять Джона, і при першому зіткненні з ними гине Генрі. Джон і Сара тікають і ховаються в школі.
Незабаром туди прибувають могадоріанці та готуються до вторгнення в школу. Коли двоє перших могадоріанців вирушили на захоплення школи, до Джона і Сари приходить несподіване підкріплення в особі якоїсь Джейн — вона є «номером шість» з тієї ж планети, що і Джон; собака Джона також виявляється химерою, що була відправлена разом з ним на Землю для його захисту. Надприродними здібностями у Джейн є: захист від вогню і невидимість. Спільними зусиллями вони вбивають всіх могадоріанців. Фільм закінчується тим, що Джон, Джейн і Сем (батько якого був уфологом) вирушають шукати батька Сема, а також розкиданих по Землі одноплемінників, що вижили.

## У ролях
- Алекс Петтіфер — Джон Сміт / Номер 4
- Діанна Агрон — Сара Гарт
- Тімоті Оліфант — Генрі
- Кевін Дюранд — командир могадоріанців
- Тереза Палмер — Джейн Доу / Номер 6
- Каллен МакОліф — Сем Гуд
- Джейк Абель — Марк Джеймс
- Джудіт Хоаг — мати Сари

## Музика
У фільмі звучали пісні:
- «Adele» — «Rolling in the Deep»
- «Civil Twilight» — «Letters From the Sky»
- «Jimmy Eat World» — «Invente»
- «Kings of Leon» — Radioactive
- «Rockwel and Michael Jackson» — «Somebody's Watching Me»
- «The Black Keys» — «Tighten Up»
- «The Temper Trap» — «Soldier On»
- «The XX» — «Shelter»
- «Zac Brown Band & Alan Jackson» — «As She's Walking Away»

## Український дубляж
Дубльовано студією LeDoyen на замовлення B&H Film Distribution

Переклад: Федора Сидорука

Режисер дубляжу: Ольга Фокіна 

Creative supervisor: Mariusz Jaworowski 

Ролі дублювали:
- Алекс Петтіфер/Джон — Дмитро Сова
- Діанна Агрон/Сара — Марина Локтіонова
- Тімоті Оліфант/Генрі — Олесь Гімбаржевський
- Каллен МакОліф/Сем — Михайло Федорченко
- Тереза Палмер/Номер 6 — Катерина Буцька
- Кевін Дюранд/Могадоріанець — Борис Георгієвський
а також: Володимир Канівець, Максим Кондратюк, Михайло Войчук, Тетяна Антонова та інші.

## Цікаві факти
- Зйомки проходили в Піттсбурзі, де під фантастичний коледж була декорована районна Школа Франкліна.
- Актори, що грають прибульців-могадоріанців, знімалися у взутті на 15-сантиметровій підошві, що зробила ходу неквапливою і поважною.
- Мотоцикл, на якому пересувається Джейн Доу — Ducati 848.
- Порода собаки, що брала участь у зйомках — Бігль.